# Hans-Uwe L. Köhler
Hans-Uwe L. Köhler (* 1. März 1948 in Schleswig; † 23. Oktober 2022) war ein deutscher Autor aus Börwang (bei Kempten).

## Leben
Köhler machte nach dem Hauptschulabschluss eine Ausbildung zum Zahntechniker, danach diverse Gelegenheitsjobs.
1977 machte er sich als Trainer und Berater selbständig. 2007 wurde er in die Hall of Fame der German Speakers Association aufgenommen und 2011 als Ehrenmitglied im Club 55.

## Werke (Auswahl)

### Als Autor
- Musashi für Manager; Econ Verlag, Düsseldorf, 1987, 1. Auflage, ISBN 978-3-430-15543-4.
- LoveSelling. Geniale Ideen sind oft ganz einfach; Metropolitan Verlag, Düsseldorf, 1998, ISBN 978-3-89623-126-0.
- Verkaufen. Aber wie? Bitte!; Gabal Verlag, Offenbach, 2003, 1. Auflage, ISBN 978-3-89749-346-9.
- Arbeiten. Aber wie? Bitte!; Gabal Verlag, Offenbach, 2004, 1. Auflage, ISBN 978-3-89749-458-9.
- Verkaufen ist wie Liebe: Nutzen Sie Ihre Emotionale Intelligenz; Walhalla Verlag, Regensburg, 2016, 17. Auflage, ISBN 978-3-8029-3249-6.
- Ich dachte immer, ich könnte fliegen; Gabal Verlag, Offenbach, 2009, ISBN 978-3-86936-046-1.
- Die perfekte Rede; Gabal Verlag, Offenbach, 2011, ISBN 978-3-86936-228-1.
- Hau eine Delle ins Universum: Wie alles gelingt, was Ihnen wichtig ist; Ariston Verlag, Regensburg, 2014, ISBN 978-3-424-20100-0.
- Zugabe!: Machen ist wie Wollen, nur krasser; Gabal Verlag, Offenbach, 2009, ISBN 978-3-86936-799-6.
- mit Christian Blümelhuber, Sex sells: Mythos oder Wahrheit?; Gabal Verlag, Offenbach, 2006, 1. Auflage, ISBN 978-3-89749-623-1.

### Als Herausgeber
- Best of 55: Die Olympiade der Verkaufsexperten; Gabal Verlag, Offenbach, 2005, 3. Auflage, ISBN 978-3-89749-555-5.
- Das 7. Gesetz. Die wahre Geschichte der 7 Zwerge und andere Erfolgsgeheimnisse; Gabal Verlag, Offenbach, 2007, 1. Auflage, ISBN 978-3-89749-727-6.